# Formosamyna
Formosamyna là một chi bướm đêm thuộc họ Noctuidae.